# Roser Camí
Roser Camí   (Castelldefels, 1968) és una actriu catalana de teatre, cinema i televisió.
Formada a l'Institut del Teatre, va debutar a l'obra Un dia de Mercè Rodoreda, dirigida per Calixto Bieito (1993), amb qui també va treballar a El rei Joan (1995) o La casa de Bernarda Alba de Federico García Lorca (1998). També ha participat en La ópera de cuatro cuartos de Bertolt Brecht (2002), El rei Lear, de William Shakespeare (2004), Peer Gynt, d'Henrik Ibsen (2006), o Tirant lo Blanc, de Joanot Martorell (2007). A la televisió ha participat en sèries com Estació d'enllaç, La Lloll o Tres pics i repicó, i en cinema, a Subjúdice, de Josep Maria Forn (1998), o Mi hermano del alma, de Mariano Barroso (1994), entre d'altres.